# Красный флуоресцентный белок
Красный флуоресцентный белок (КФБ) (англ. Red fluorescent protein, RFP) — белок-флуорофор, выделенный из кораллов рода Discosoma отряда морских анемон, который при возбуждении флуоресцирует в красно-оранжевом диапазоне. Кроме этого, с помощью направленного мутагенеза из натурального белка было получено несколько вариантов с различными спектральными характеристиками, включая варианты, флуоресцирующие в оранжевом, красном и инфракрасном диапазоне.

## История
Красный флуоресцентный белок drFP583 был впервые описан в 1999 году. Он был получен из красных кораллов Discosoma sp. наряду с несколькими другими флуоресцирующими белками, выделенными из нескольких видов небиолюминесцентных кораллов.

## Функции в природе
Считается, что белок играет роль в фотопротекции фотосинтетической системы симбиотических коралловых микроводорослей от фотоингибирования, вызванного высокой интенсивностью света на поверхности кораллового рифа. В глубокой воде флуоресценция может конвертировать коротковолновый синий свет в более длинноволновый, который является более подходящим для фотосинтеза коралловых микроводорослей.

## Структура и свойства
Натуральный красный флуоресцентный белок DsRed (drFP583) имеет молекулярную массу 25,9 кДа и является тетрамером. Максимум поглощения — 558 нм, максимум испускания — 583 нм. Кроме этого, есть минорный максимум поглощения — 494 нм.
Путём направленного мутагенеза был получен целый ряд белковых флуорофов с улучшенными параметрами стабильности структуры, квантового выхода и разнообразными спектрами флуоресценции. Среди улучшенных флуоресцирующих белков, сгенерированных из DsRed, такие как mFruits (mCherry, mOrange, mRaspberry), mKO, TagRFP, mKate, mRuby, FusionRed, DsRed-Express.

## В биотехнологии
Флуоресцентные белки являются ключевым компонентом при генерации химерных белков, в которых они действуют как флуоресцирующий маркёр. Как правило, эти белки остаются стабильными флуорофорами при пришивке различных белка как с N-, так и с C-конца. Они были экспериментально экспрессировны во многих типах клеток и живых организмов. Среди применений — мечение клеточной линии, репортер генной экспрессии, исследование белок-белковых взаимодействий.